# Diplobodes mahunkai
Diplobodes mahunkai är en kvalsterart som först beskrevs av Pérez-Íñigo och Baggio 1989.  Diplobodes mahunkai ingår i släktet Diplobodes och familjen Carabodidae. Inga underarter finns listade i Catalogue of Life.